# Valerij Michajlovič Šavyrin
Valerij Michajlovič Šavyrin, scritto anche Valery Shavyrin (Suchoj Log, 27 gennaio 1953), è un compositore di scacchi russo.
Nel 2007 la WFCC gli ha attribuito il titolo di Grande Maestro della composizione.
Due suoi problemi:
|   | a | b | c | d | e | f | g | h |   |
| 8 | e8 alfiere del nero · g8 donna del nero · a7 pedone del bianco · d7 pedone del bianco · g7 cavallo del nero · e6 pedone del nero · h6 torre del bianco · c5 alfiere del nero · h5 pedone del nero · c4 alfiere del bianco · d4 pedone del bianco · e4 re del nero · e3 cavallo del bianco · h3 cavallo del bianco · c2 pedone del nero · e2 pedone del bianco · h2 alfiere del bianco · g1 donna del bianco · h1 re del bianco | e8 alfiere del nero · g8 donna del nero · a7 pedone del bianco · d7 pedone del bianco · g7 cavallo del nero · e6 pedone del nero · h6 torre del bianco · c5 alfiere del nero · h5 pedone del nero · c4 alfiere del bianco · d4 pedone del bianco · e4 re del nero · e3 cavallo del bianco · h3 cavallo del bianco · c2 pedone del nero · e2 pedone del bianco · h2 alfiere del bianco · g1 donna del bianco · h1 re del bianco | e8 alfiere del nero · g8 donna del nero · a7 pedone del bianco · d7 pedone del bianco · g7 cavallo del nero · e6 pedone del nero · h6 torre del bianco · c5 alfiere del nero · h5 pedone del nero · c4 alfiere del bianco · d4 pedone del bianco · e4 re del nero · e3 cavallo del bianco · h3 cavallo del bianco · c2 pedone del nero · e2 pedone del bianco · h2 alfiere del bianco · g1 donna del bianco · h1 re del bianco | e8 alfiere del nero · g8 donna del nero · a7 pedone del bianco · d7 pedone del bianco · g7 cavallo del nero · e6 pedone del nero · h6 torre del bianco · c5 alfiere del nero · h5 pedone del nero · c4 alfiere del bianco · d4 pedone del bianco · e4 re del nero · e3 cavallo del bianco · h3 cavallo del bianco · c2 pedone del nero · e2 pedone del bianco · h2 alfiere del bianco · g1 donna del bianco · h1 re del bianco | e8 alfiere del nero · g8 donna del nero · a7 pedone del bianco · d7 pedone del bianco · g7 cavallo del nero · e6 pedone del nero · h6 torre del bianco · c5 alfiere del nero · h5 pedone del nero · c4 alfiere del bianco · d4 pedone del bianco · e4 re del nero · e3 cavallo del bianco · h3 cavallo del bianco · c2 pedone del nero · e2 pedone del bianco · h2 alfiere del bianco · g1 donna del bianco · h1 re del bianco | e8 alfiere del nero · g8 donna del nero · a7 pedone del bianco · d7 pedone del bianco · g7 cavallo del nero · e6 pedone del nero · h6 torre del bianco · c5 alfiere del nero · h5 pedone del nero · c4 alfiere del bianco · d4 pedone del bianco · e4 re del nero · e3 cavallo del bianco · h3 cavallo del bianco · c2 pedone del nero · e2 pedone del bianco · h2 alfiere del bianco · g1 donna del bianco · h1 re del bianco | e8 alfiere del nero · g8 donna del nero · a7 pedone del bianco · d7 pedone del bianco · g7 cavallo del nero · e6 pedone del nero · h6 torre del bianco · c5 alfiere del nero · h5 pedone del nero · c4 alfiere del bianco · d4 pedone del bianco · e4 re del nero · e3 cavallo del bianco · h3 cavallo del bianco · c2 pedone del nero · e2 pedone del bianco · h2 alfiere del bianco · g1 donna del bianco · h1 re del bianco | e8 alfiere del nero · g8 donna del nero · a7 pedone del bianco · d7 pedone del bianco · g7 cavallo del nero · e6 pedone del nero · h6 torre del bianco · c5 alfiere del nero · h5 pedone del nero · c4 alfiere del bianco · d4 pedone del bianco · e4 re del nero · e3 cavallo del bianco · h3 cavallo del bianco · c2 pedone del nero · e2 pedone del bianco · h2 alfiere del bianco · g1 donna del bianco · h1 re del bianco | 8 |
| 7 | e8 alfiere del nero · g8 donna del nero · a7 pedone del bianco · d7 pedone del bianco · g7 cavallo del nero · e6 pedone del nero · h6 torre del bianco · c5 alfiere del nero · h5 pedone del nero · c4 alfiere del bianco · d4 pedone del bianco · e4 re del nero · e3 cavallo del bianco · h3 cavallo del bianco · c2 pedone del nero · e2 pedone del bianco · h2 alfiere del bianco · g1 donna del bianco · h1 re del bianco | e8 alfiere del nero · g8 donna del nero · a7 pedone del bianco · d7 pedone del bianco · g7 cavallo del nero · e6 pedone del nero · h6 torre del bianco · c5 alfiere del nero · h5 pedone del nero · c4 alfiere del bianco · d4 pedone del bianco · e4 re del nero · e3 cavallo del bianco · h3 cavallo del bianco · c2 pedone del nero · e2 pedone del bianco · h2 alfiere del bianco · g1 donna del bianco · h1 re del bianco | e8 alfiere del nero · g8 donna del nero · a7 pedone del bianco · d7 pedone del bianco · g7 cavallo del nero · e6 pedone del nero · h6 torre del bianco · c5 alfiere del nero · h5 pedone del nero · c4 alfiere del bianco · d4 pedone del bianco · e4 re del nero · e3 cavallo del bianco · h3 cavallo del bianco · c2 pedone del nero · e2 pedone del bianco · h2 alfiere del bianco · g1 donna del bianco · h1 re del bianco | e8 alfiere del nero · g8 donna del nero · a7 pedone del bianco · d7 pedone del bianco · g7 cavallo del nero · e6 pedone del nero · h6 torre del bianco · c5 alfiere del nero · h5 pedone del nero · c4 alfiere del bianco · d4 pedone del bianco · e4 re del nero · e3 cavallo del bianco · h3 cavallo del bianco · c2 pedone del nero · e2 pedone del bianco · h2 alfiere del bianco · g1 donna del bianco · h1 re del bianco | e8 alfiere del nero · g8 donna del nero · a7 pedone del bianco · d7 pedone del bianco · g7 cavallo del nero · e6 pedone del nero · h6 torre del bianco · c5 alfiere del nero · h5 pedone del nero · c4 alfiere del bianco · d4 pedone del bianco · e4 re del nero · e3 cavallo del bianco · h3 cavallo del bianco · c2 pedone del nero · e2 pedone del bianco · h2 alfiere del bianco · g1 donna del bianco · h1 re del bianco | e8 alfiere del nero · g8 donna del nero · a7 pedone del bianco · d7 pedone del bianco · g7 cavallo del nero · e6 pedone del nero · h6 torre del bianco · c5 alfiere del nero · h5 pedone del nero · c4 alfiere del bianco · d4 pedone del bianco · e4 re del nero · e3 cavallo del bianco · h3 cavallo del bianco · c2 pedone del nero · e2 pedone del bianco · h2 alfiere del bianco · g1 donna del bianco · h1 re del bianco | e8 alfiere del nero · g8 donna del nero · a7 pedone del bianco · d7 pedone del bianco · g7 cavallo del nero · e6 pedone del nero · h6 torre del bianco · c5 alfiere del nero · h5 pedone del nero · c4 alfiere del bianco · d4 pedone del bianco · e4 re del nero · e3 cavallo del bianco · h3 cavallo del bianco · c2 pedone del nero · e2 pedone del bianco · h2 alfiere del bianco · g1 donna del bianco · h1 re del bianco | e8 alfiere del nero · g8 donna del nero · a7 pedone del bianco · d7 pedone del bianco · g7 cavallo del nero · e6 pedone del nero · h6 torre del bianco · c5 alfiere del nero · h5 pedone del nero · c4 alfiere del bianco · d4 pedone del bianco · e4 re del nero · e3 cavallo del bianco · h3 cavallo del bianco · c2 pedone del nero · e2 pedone del bianco · h2 alfiere del bianco · g1 donna del bianco · h1 re del bianco | 7 |
| 6 | e8 alfiere del nero · g8 donna del nero · a7 pedone del bianco · d7 pedone del bianco · g7 cavallo del nero · e6 pedone del nero · h6 torre del bianco · c5 alfiere del nero · h5 pedone del nero · c4 alfiere del bianco · d4 pedone del bianco · e4 re del nero · e3 cavallo del bianco · h3 cavallo del bianco · c2 pedone del nero · e2 pedone del bianco · h2 alfiere del bianco · g1 donna del bianco · h1 re del bianco | e8 alfiere del nero · g8 donna del nero · a7 pedone del bianco · d7 pedone del bianco · g7 cavallo del nero · e6 pedone del nero · h6 torre del bianco · c5 alfiere del nero · h5 pedone del nero · c4 alfiere del bianco · d4 pedone del bianco · e4 re del nero · e3 cavallo del bianco · h3 cavallo del bianco · c2 pedone del nero · e2 pedone del bianco · h2 alfiere del bianco · g1 donna del bianco · h1 re del bianco | e8 alfiere del nero · g8 donna del nero · a7 pedone del bianco · d7 pedone del bianco · g7 cavallo del nero · e6 pedone del nero · h6 torre del bianco · c5 alfiere del nero · h5 pedone del nero · c4 alfiere del bianco · d4 pedone del bianco · e4 re del nero · e3 cavallo del bianco · h3 cavallo del bianco · c2 pedone del nero · e2 pedone del bianco · h2 alfiere del bianco · g1 donna del bianco · h1 re del bianco | e8 alfiere del nero · g8 donna del nero · a7 pedone del bianco · d7 pedone del bianco · g7 cavallo del nero · e6 pedone del nero · h6 torre del bianco · c5 alfiere del nero · h5 pedone del nero · c4 alfiere del bianco · d4 pedone del bianco · e4 re del nero · e3 cavallo del bianco · h3 cavallo del bianco · c2 pedone del nero · e2 pedone del bianco · h2 alfiere del bianco · g1 donna del bianco · h1 re del bianco | e8 alfiere del nero · g8 donna del nero · a7 pedone del bianco · d7 pedone del bianco · g7 cavallo del nero · e6 pedone del nero · h6 torre del bianco · c5 alfiere del nero · h5 pedone del nero · c4 alfiere del bianco · d4 pedone del bianco · e4 re del nero · e3 cavallo del bianco · h3 cavallo del bianco · c2 pedone del nero · e2 pedone del bianco · h2 alfiere del bianco · g1 donna del bianco · h1 re del bianco | e8 alfiere del nero · g8 donna del nero · a7 pedone del bianco · d7 pedone del bianco · g7 cavallo del nero · e6 pedone del nero · h6 torre del bianco · c5 alfiere del nero · h5 pedone del nero · c4 alfiere del bianco · d4 pedone del bianco · e4 re del nero · e3 cavallo del bianco · h3 cavallo del bianco · c2 pedone del nero · e2 pedone del bianco · h2 alfiere del bianco · g1 donna del bianco · h1 re del bianco | e8 alfiere del nero · g8 donna del nero · a7 pedone del bianco · d7 pedone del bianco · g7 cavallo del nero · e6 pedone del nero · h6 torre del bianco · c5 alfiere del nero · h5 pedone del nero · c4 alfiere del bianco · d4 pedone del bianco · e4 re del nero · e3 cavallo del bianco · h3 cavallo del bianco · c2 pedone del nero · e2 pedone del bianco · h2 alfiere del bianco · g1 donna del bianco · h1 re del bianco | e8 alfiere del nero · g8 donna del nero · a7 pedone del bianco · d7 pedone del bianco · g7 cavallo del nero · e6 pedone del nero · h6 torre del bianco · c5 alfiere del nero · h5 pedone del nero · c4 alfiere del bianco · d4 pedone del bianco · e4 re del nero · e3 cavallo del bianco · h3 cavallo del bianco · c2 pedone del nero · e2 pedone del bianco · h2 alfiere del bianco · g1 donna del bianco · h1 re del bianco | 6 |
| 5 | e8 alfiere del nero · g8 donna del nero · a7 pedone del bianco · d7 pedone del bianco · g7 cavallo del nero · e6 pedone del nero · h6 torre del bianco · c5 alfiere del nero · h5 pedone del nero · c4 alfiere del bianco · d4 pedone del bianco · e4 re del nero · e3 cavallo del bianco · h3 cavallo del bianco · c2 pedone del nero · e2 pedone del bianco · h2 alfiere del bianco · g1 donna del bianco · h1 re del bianco | e8 alfiere del nero · g8 donna del nero · a7 pedone del bianco · d7 pedone del bianco · g7 cavallo del nero · e6 pedone del nero · h6 torre del bianco · c5 alfiere del nero · h5 pedone del nero · c4 alfiere del bianco · d4 pedone del bianco · e4 re del nero · e3 cavallo del bianco · h3 cavallo del bianco · c2 pedone del nero · e2 pedone del bianco · h2 alfiere del bianco · g1 donna del bianco · h1 re del bianco | e8 alfiere del nero · g8 donna del nero · a7 pedone del bianco · d7 pedone del bianco · g7 cavallo del nero · e6 pedone del nero · h6 torre del bianco · c5 alfiere del nero · h5 pedone del nero · c4 alfiere del bianco · d4 pedone del bianco · e4 re del nero · e3 cavallo del bianco · h3 cavallo del bianco · c2 pedone del nero · e2 pedone del bianco · h2 alfiere del bianco · g1 donna del bianco · h1 re del bianco | e8 alfiere del nero · g8 donna del nero · a7 pedone del bianco · d7 pedone del bianco · g7 cavallo del nero · e6 pedone del nero · h6 torre del bianco · c5 alfiere del nero · h5 pedone del nero · c4 alfiere del bianco · d4 pedone del bianco · e4 re del nero · e3 cavallo del bianco · h3 cavallo del bianco · c2 pedone del nero · e2 pedone del bianco · h2 alfiere del bianco · g1 donna del bianco · h1 re del bianco | e8 alfiere del nero · g8 donna del nero · a7 pedone del bianco · d7 pedone del bianco · g7 cavallo del nero · e6 pedone del nero · h6 torre del bianco · c5 alfiere del nero · h5 pedone del nero · c4 alfiere del bianco · d4 pedone del bianco · e4 re del nero · e3 cavallo del bianco · h3 cavallo del bianco · c2 pedone del nero · e2 pedone del bianco · h2 alfiere del bianco · g1 donna del bianco · h1 re del bianco | e8 alfiere del nero · g8 donna del nero · a7 pedone del bianco · d7 pedone del bianco · g7 cavallo del nero · e6 pedone del nero · h6 torre del bianco · c5 alfiere del nero · h5 pedone del nero · c4 alfiere del bianco · d4 pedone del bianco · e4 re del nero · e3 cavallo del bianco · h3 cavallo del bianco · c2 pedone del nero · e2 pedone del bianco · h2 alfiere del bianco · g1 donna del bianco · h1 re del bianco | e8 alfiere del nero · g8 donna del nero · a7 pedone del bianco · d7 pedone del bianco · g7 cavallo del nero · e6 pedone del nero · h6 torre del bianco · c5 alfiere del nero · h5 pedone del nero · c4 alfiere del bianco · d4 pedone del bianco · e4 re del nero · e3 cavallo del bianco · h3 cavallo del bianco · c2 pedone del nero · e2 pedone del bianco · h2 alfiere del bianco · g1 donna del bianco · h1 re del bianco | e8 alfiere del nero · g8 donna del nero · a7 pedone del bianco · d7 pedone del bianco · g7 cavallo del nero · e6 pedone del nero · h6 torre del bianco · c5 alfiere del nero · h5 pedone del nero · c4 alfiere del bianco · d4 pedone del bianco · e4 re del nero · e3 cavallo del bianco · h3 cavallo del bianco · c2 pedone del nero · e2 pedone del bianco · h2 alfiere del bianco · g1 donna del bianco · h1 re del bianco | 5 |
| 4 | e8 alfiere del nero · g8 donna del nero · a7 pedone del bianco · d7 pedone del bianco · g7 cavallo del nero · e6 pedone del nero · h6 torre del bianco · c5 alfiere del nero · h5 pedone del nero · c4 alfiere del bianco · d4 pedone del bianco · e4 re del nero · e3 cavallo del bianco · h3 cavallo del bianco · c2 pedone del nero · e2 pedone del bianco · h2 alfiere del bianco · g1 donna del bianco · h1 re del bianco | e8 alfiere del nero · g8 donna del nero · a7 pedone del bianco · d7 pedone del bianco · g7 cavallo del nero · e6 pedone del nero · h6 torre del bianco · c5 alfiere del nero · h5 pedone del nero · c4 alfiere del bianco · d4 pedone del bianco · e4 re del nero · e3 cavallo del bianco · h3 cavallo del bianco · c2 pedone del nero · e2 pedone del bianco · h2 alfiere del bianco · g1 donna del bianco · h1 re del bianco | e8 alfiere del nero · g8 donna del nero · a7 pedone del bianco · d7 pedone del bianco · g7 cavallo del nero · e6 pedone del nero · h6 torre del bianco · c5 alfiere del nero · h5 pedone del nero · c4 alfiere del bianco · d4 pedone del bianco · e4 re del nero · e3 cavallo del bianco · h3 cavallo del bianco · c2 pedone del nero · e2 pedone del bianco · h2 alfiere del bianco · g1 donna del bianco · h1 re del bianco | e8 alfiere del nero · g8 donna del nero · a7 pedone del bianco · d7 pedone del bianco · g7 cavallo del nero · e6 pedone del nero · h6 torre del bianco · c5 alfiere del nero · h5 pedone del nero · c4 alfiere del bianco · d4 pedone del bianco · e4 re del nero · e3 cavallo del bianco · h3 cavallo del bianco · c2 pedone del nero · e2 pedone del bianco · h2 alfiere del bianco · g1 donna del bianco · h1 re del bianco | e8 alfiere del nero · g8 donna del nero · a7 pedone del bianco · d7 pedone del bianco · g7 cavallo del nero · e6 pedone del nero · h6 torre del bianco · c5 alfiere del nero · h5 pedone del nero · c4 alfiere del bianco · d4 pedone del bianco · e4 re del nero · e3 cavallo del bianco · h3 cavallo del bianco · c2 pedone del nero · e2 pedone del bianco · h2 alfiere del bianco · g1 donna del bianco · h1 re del bianco | e8 alfiere del nero · g8 donna del nero · a7 pedone del bianco · d7 pedone del bianco · g7 cavallo del nero · e6 pedone del nero · h6 torre del bianco · c5 alfiere del nero · h5 pedone del nero · c4 alfiere del bianco · d4 pedone del bianco · e4 re del nero · e3 cavallo del bianco · h3 cavallo del bianco · c2 pedone del nero · e2 pedone del bianco · h2 alfiere del bianco · g1 donna del bianco · h1 re del bianco | e8 alfiere del nero · g8 donna del nero · a7 pedone del bianco · d7 pedone del bianco · g7 cavallo del nero · e6 pedone del nero · h6 torre del bianco · c5 alfiere del nero · h5 pedone del nero · c4 alfiere del bianco · d4 pedone del bianco · e4 re del nero · e3 cavallo del bianco · h3 cavallo del bianco · c2 pedone del nero · e2 pedone del bianco · h2 alfiere del bianco · g1 donna del bianco · h1 re del bianco | e8 alfiere del nero · g8 donna del nero · a7 pedone del bianco · d7 pedone del bianco · g7 cavallo del nero · e6 pedone del nero · h6 torre del bianco · c5 alfiere del nero · h5 pedone del nero · c4 alfiere del bianco · d4 pedone del bianco · e4 re del nero · e3 cavallo del bianco · h3 cavallo del bianco · c2 pedone del nero · e2 pedone del bianco · h2 alfiere del bianco · g1 donna del bianco · h1 re del bianco | 4 |
| 3 | e8 alfiere del nero · g8 donna del nero · a7 pedone del bianco · d7 pedone del bianco · g7 cavallo del nero · e6 pedone del nero · h6 torre del bianco · c5 alfiere del nero · h5 pedone del nero · c4 alfiere del bianco · d4 pedone del bianco · e4 re del nero · e3 cavallo del bianco · h3 cavallo del bianco · c2 pedone del nero · e2 pedone del bianco · h2 alfiere del bianco · g1 donna del bianco · h1 re del bianco | e8 alfiere del nero · g8 donna del nero · a7 pedone del bianco · d7 pedone del bianco · g7 cavallo del nero · e6 pedone del nero · h6 torre del bianco · c5 alfiere del nero · h5 pedone del nero · c4 alfiere del bianco · d4 pedone del bianco · e4 re del nero · e3 cavallo del bianco · h3 cavallo del bianco · c2 pedone del nero · e2 pedone del bianco · h2 alfiere del bianco · g1 donna del bianco · h1 re del bianco | e8 alfiere del nero · g8 donna del nero · a7 pedone del bianco · d7 pedone del bianco · g7 cavallo del nero · e6 pedone del nero · h6 torre del bianco · c5 alfiere del nero · h5 pedone del nero · c4 alfiere del bianco · d4 pedone del bianco · e4 re del nero · e3 cavallo del bianco · h3 cavallo del bianco · c2 pedone del nero · e2 pedone del bianco · h2 alfiere del bianco · g1 donna del bianco · h1 re del bianco | e8 alfiere del nero · g8 donna del nero · a7 pedone del bianco · d7 pedone del bianco · g7 cavallo del nero · e6 pedone del nero · h6 torre del bianco · c5 alfiere del nero · h5 pedone del nero · c4 alfiere del bianco · d4 pedone del bianco · e4 re del nero · e3 cavallo del bianco · h3 cavallo del bianco · c2 pedone del nero · e2 pedone del bianco · h2 alfiere del bianco · g1 donna del bianco · h1 re del bianco | e8 alfiere del nero · g8 donna del nero · a7 pedone del bianco · d7 pedone del bianco · g7 cavallo del nero · e6 pedone del nero · h6 torre del bianco · c5 alfiere del nero · h5 pedone del nero · c4 alfiere del bianco · d4 pedone del bianco · e4 re del nero · e3 cavallo del bianco · h3 cavallo del bianco · c2 pedone del nero · e2 pedone del bianco · h2 alfiere del bianco · g1 donna del bianco · h1 re del bianco | e8 alfiere del nero · g8 donna del nero · a7 pedone del bianco · d7 pedone del bianco · g7 cavallo del nero · e6 pedone del nero · h6 torre del bianco · c5 alfiere del nero · h5 pedone del nero · c4 alfiere del bianco · d4 pedone del bianco · e4 re del nero · e3 cavallo del bianco · h3 cavallo del bianco · c2 pedone del nero · e2 pedone del bianco · h2 alfiere del bianco · g1 donna del bianco · h1 re del bianco | e8 alfiere del nero · g8 donna del nero · a7 pedone del bianco · d7 pedone del bianco · g7 cavallo del nero · e6 pedone del nero · h6 torre del bianco · c5 alfiere del nero · h5 pedone del nero · c4 alfiere del bianco · d4 pedone del bianco · e4 re del nero · e3 cavallo del bianco · h3 cavallo del bianco · c2 pedone del nero · e2 pedone del bianco · h2 alfiere del bianco · g1 donna del bianco · h1 re del bianco | e8 alfiere del nero · g8 donna del nero · a7 pedone del bianco · d7 pedone del bianco · g7 cavallo del nero · e6 pedone del nero · h6 torre del bianco · c5 alfiere del nero · h5 pedone del nero · c4 alfiere del bianco · d4 pedone del bianco · e4 re del nero · e3 cavallo del bianco · h3 cavallo del bianco · c2 pedone del nero · e2 pedone del bianco · h2 alfiere del bianco · g1 donna del bianco · h1 re del bianco | 3 |
| 2 | e8 alfiere del nero · g8 donna del nero · a7 pedone del bianco · d7 pedone del bianco · g7 cavallo del nero · e6 pedone del nero · h6 torre del bianco · c5 alfiere del nero · h5 pedone del nero · c4 alfiere del bianco · d4 pedone del bianco · e4 re del nero · e3 cavallo del bianco · h3 cavallo del bianco · c2 pedone del nero · e2 pedone del bianco · h2 alfiere del bianco · g1 donna del bianco · h1 re del bianco | e8 alfiere del nero · g8 donna del nero · a7 pedone del bianco · d7 pedone del bianco · g7 cavallo del nero · e6 pedone del nero · h6 torre del bianco · c5 alfiere del nero · h5 pedone del nero · c4 alfiere del bianco · d4 pedone del bianco · e4 re del nero · e3 cavallo del bianco · h3 cavallo del bianco · c2 pedone del nero · e2 pedone del bianco · h2 alfiere del bianco · g1 donna del bianco · h1 re del bianco | e8 alfiere del nero · g8 donna del nero · a7 pedone del bianco · d7 pedone del bianco · g7 cavallo del nero · e6 pedone del nero · h6 torre del bianco · c5 alfiere del nero · h5 pedone del nero · c4 alfiere del bianco · d4 pedone del bianco · e4 re del nero · e3 cavallo del bianco · h3 cavallo del bianco · c2 pedone del nero · e2 pedone del bianco · h2 alfiere del bianco · g1 donna del bianco · h1 re del bianco | e8 alfiere del nero · g8 donna del nero · a7 pedone del bianco · d7 pedone del bianco · g7 cavallo del nero · e6 pedone del nero · h6 torre del bianco · c5 alfiere del nero · h5 pedone del nero · c4 alfiere del bianco · d4 pedone del bianco · e4 re del nero · e3 cavallo del bianco · h3 cavallo del bianco · c2 pedone del nero · e2 pedone del bianco · h2 alfiere del bianco · g1 donna del bianco · h1 re del bianco | e8 alfiere del nero · g8 donna del nero · a7 pedone del bianco · d7 pedone del bianco · g7 cavallo del nero · e6 pedone del nero · h6 torre del bianco · c5 alfiere del nero · h5 pedone del nero · c4 alfiere del bianco · d4 pedone del bianco · e4 re del nero · e3 cavallo del bianco · h3 cavallo del bianco · c2 pedone del nero · e2 pedone del bianco · h2 alfiere del bianco · g1 donna del bianco · h1 re del bianco | e8 alfiere del nero · g8 donna del nero · a7 pedone del bianco · d7 pedone del bianco · g7 cavallo del nero · e6 pedone del nero · h6 torre del bianco · c5 alfiere del nero · h5 pedone del nero · c4 alfiere del bianco · d4 pedone del bianco · e4 re del nero · e3 cavallo del bianco · h3 cavallo del bianco · c2 pedone del nero · e2 pedone del bianco · h2 alfiere del bianco · g1 donna del bianco · h1 re del bianco | e8 alfiere del nero · g8 donna del nero · a7 pedone del bianco · d7 pedone del bianco · g7 cavallo del nero · e6 pedone del nero · h6 torre del bianco · c5 alfiere del nero · h5 pedone del nero · c4 alfiere del bianco · d4 pedone del bianco · e4 re del nero · e3 cavallo del bianco · h3 cavallo del bianco · c2 pedone del nero · e2 pedone del bianco · h2 alfiere del bianco · g1 donna del bianco · h1 re del bianco | e8 alfiere del nero · g8 donna del nero · a7 pedone del bianco · d7 pedone del bianco · g7 cavallo del nero · e6 pedone del nero · h6 torre del bianco · c5 alfiere del nero · h5 pedone del nero · c4 alfiere del bianco · d4 pedone del bianco · e4 re del nero · e3 cavallo del bianco · h3 cavallo del bianco · c2 pedone del nero · e2 pedone del bianco · h2 alfiere del bianco · g1 donna del bianco · h1 re del bianco | 2 |
| 1 | e8 alfiere del nero · g8 donna del nero · a7 pedone del bianco · d7 pedone del bianco · g7 cavallo del nero · e6 pedone del nero · h6 torre del bianco · c5 alfiere del nero · h5 pedone del nero · c4 alfiere del bianco · d4 pedone del bianco · e4 re del nero · e3 cavallo del bianco · h3 cavallo del bianco · c2 pedone del nero · e2 pedone del bianco · h2 alfiere del bianco · g1 donna del bianco · h1 re del bianco | e8 alfiere del nero · g8 donna del nero · a7 pedone del bianco · d7 pedone del bianco · g7 cavallo del nero · e6 pedone del nero · h6 torre del bianco · c5 alfiere del nero · h5 pedone del nero · c4 alfiere del bianco · d4 pedone del bianco · e4 re del nero · e3 cavallo del bianco · h3 cavallo del bianco · c2 pedone del nero · e2 pedone del bianco · h2 alfiere del bianco · g1 donna del bianco · h1 re del bianco | e8 alfiere del nero · g8 donna del nero · a7 pedone del bianco · d7 pedone del bianco · g7 cavallo del nero · e6 pedone del nero · h6 torre del bianco · c5 alfiere del nero · h5 pedone del nero · c4 alfiere del bianco · d4 pedone del bianco · e4 re del nero · e3 cavallo del bianco · h3 cavallo del bianco · c2 pedone del nero · e2 pedone del bianco · h2 alfiere del bianco · g1 donna del bianco · h1 re del bianco | e8 alfiere del nero · g8 donna del nero · a7 pedone del bianco · d7 pedone del bianco · g7 cavallo del nero · e6 pedone del nero · h6 torre del bianco · c5 alfiere del nero · h5 pedone del nero · c4 alfiere del bianco · d4 pedone del bianco · e4 re del nero · e3 cavallo del bianco · h3 cavallo del bianco · c2 pedone del nero · e2 pedone del bianco · h2 alfiere del bianco · g1 donna del bianco · h1 re del bianco | e8 alfiere del nero · g8 donna del nero · a7 pedone del bianco · d7 pedone del bianco · g7 cavallo del nero · e6 pedone del nero · h6 torre del bianco · c5 alfiere del nero · h5 pedone del nero · c4 alfiere del bianco · d4 pedone del bianco · e4 re del nero · e3 cavallo del bianco · h3 cavallo del bianco · c2 pedone del nero · e2 pedone del bianco · h2 alfiere del bianco · g1 donna del bianco · h1 re del bianco | e8 alfiere del nero · g8 donna del nero · a7 pedone del bianco · d7 pedone del bianco · g7 cavallo del nero · e6 pedone del nero · h6 torre del bianco · c5 alfiere del nero · h5 pedone del nero · c4 alfiere del bianco · d4 pedone del bianco · e4 re del nero · e3 cavallo del bianco · h3 cavallo del bianco · c2 pedone del nero · e2 pedone del bianco · h2 alfiere del bianco · g1 donna del bianco · h1 re del bianco | e8 alfiere del nero · g8 donna del nero · a7 pedone del bianco · d7 pedone del bianco · g7 cavallo del nero · e6 pedone del nero · h6 torre del bianco · c5 alfiere del nero · h5 pedone del nero · c4 alfiere del bianco · d4 pedone del bianco · e4 re del nero · e3 cavallo del bianco · h3 cavallo del bianco · c2 pedone del nero · e2 pedone del bianco · h2 alfiere del bianco · g1 donna del bianco · h1 re del bianco | e8 alfiere del nero · g8 donna del nero · a7 pedone del bianco · d7 pedone del bianco · g7 cavallo del nero · e6 pedone del nero · h6 torre del bianco · c5 alfiere del nero · h5 pedone del nero · c4 alfiere del bianco · d4 pedone del bianco · e4 re del nero · e3 cavallo del bianco · h3 cavallo del bianco · c2 pedone del nero · e2 pedone del bianco · h2 alfiere del bianco · g1 donna del bianco · h1 re del bianco | 1 |
|   | a | b | c | d | e | f | g | h |   |

Soluzione:
Tentativi: 1. d8=D? ... Ad6!
1. Ae5? ... Axd4!

|   | a | b | c | d | e | f | g | h |   |
| 8 | a8 alfiere del bianco · g8 donna del bianco · e7 pedone del nero · a6 torre del bianco · f6 pedone del nero · g6 cavallo del bianco · d5 cavallo del nero · e5 pedone del nero · f5 re del nero · g5 alfiere del nero · f4 cavallo del nero · g4 pedone del nero · b3 cavallo del bianco · e3 torre del bianco · g3 pedone del bianco · d2 re del bianco · h1 alfiere del nero | a8 alfiere del bianco · g8 donna del bianco · e7 pedone del nero · a6 torre del bianco · f6 pedone del nero · g6 cavallo del bianco · d5 cavallo del nero · e5 pedone del nero · f5 re del nero · g5 alfiere del nero · f4 cavallo del nero · g4 pedone del nero · b3 cavallo del bianco · e3 torre del bianco · g3 pedone del bianco · d2 re del bianco · h1 alfiere del nero | a8 alfiere del bianco · g8 donna del bianco · e7 pedone del nero · a6 torre del bianco · f6 pedone del nero · g6 cavallo del bianco · d5 cavallo del nero · e5 pedone del nero · f5 re del nero · g5 alfiere del nero · f4 cavallo del nero · g4 pedone del nero · b3 cavallo del bianco · e3 torre del bianco · g3 pedone del bianco · d2 re del bianco · h1 alfiere del nero | a8 alfiere del bianco · g8 donna del bianco · e7 pedone del nero · a6 torre del bianco · f6 pedone del nero · g6 cavallo del bianco · d5 cavallo del nero · e5 pedone del nero · f5 re del nero · g5 alfiere del nero · f4 cavallo del nero · g4 pedone del nero · b3 cavallo del bianco · e3 torre del bianco · g3 pedone del bianco · d2 re del bianco · h1 alfiere del nero | a8 alfiere del bianco · g8 donna del bianco · e7 pedone del nero · a6 torre del bianco · f6 pedone del nero · g6 cavallo del bianco · d5 cavallo del nero · e5 pedone del nero · f5 re del nero · g5 alfiere del nero · f4 cavallo del nero · g4 pedone del nero · b3 cavallo del bianco · e3 torre del bianco · g3 pedone del bianco · d2 re del bianco · h1 alfiere del nero | a8 alfiere del bianco · g8 donna del bianco · e7 pedone del nero · a6 torre del bianco · f6 pedone del nero · g6 cavallo del bianco · d5 cavallo del nero · e5 pedone del nero · f5 re del nero · g5 alfiere del nero · f4 cavallo del nero · g4 pedone del nero · b3 cavallo del bianco · e3 torre del bianco · g3 pedone del bianco · d2 re del bianco · h1 alfiere del nero | a8 alfiere del bianco · g8 donna del bianco · e7 pedone del nero · a6 torre del bianco · f6 pedone del nero · g6 cavallo del bianco · d5 cavallo del nero · e5 pedone del nero · f5 re del nero · g5 alfiere del nero · f4 cavallo del nero · g4 pedone del nero · b3 cavallo del bianco · e3 torre del bianco · g3 pedone del bianco · d2 re del bianco · h1 alfiere del nero | a8 alfiere del bianco · g8 donna del bianco · e7 pedone del nero · a6 torre del bianco · f6 pedone del nero · g6 cavallo del bianco · d5 cavallo del nero · e5 pedone del nero · f5 re del nero · g5 alfiere del nero · f4 cavallo del nero · g4 pedone del nero · b3 cavallo del bianco · e3 torre del bianco · g3 pedone del bianco · d2 re del bianco · h1 alfiere del nero | 8 |
| 7 | a8 alfiere del bianco · g8 donna del bianco · e7 pedone del nero · a6 torre del bianco · f6 pedone del nero · g6 cavallo del bianco · d5 cavallo del nero · e5 pedone del nero · f5 re del nero · g5 alfiere del nero · f4 cavallo del nero · g4 pedone del nero · b3 cavallo del bianco · e3 torre del bianco · g3 pedone del bianco · d2 re del bianco · h1 alfiere del nero | a8 alfiere del bianco · g8 donna del bianco · e7 pedone del nero · a6 torre del bianco · f6 pedone del nero · g6 cavallo del bianco · d5 cavallo del nero · e5 pedone del nero · f5 re del nero · g5 alfiere del nero · f4 cavallo del nero · g4 pedone del nero · b3 cavallo del bianco · e3 torre del bianco · g3 pedone del bianco · d2 re del bianco · h1 alfiere del nero | a8 alfiere del bianco · g8 donna del bianco · e7 pedone del nero · a6 torre del bianco · f6 pedone del nero · g6 cavallo del bianco · d5 cavallo del nero · e5 pedone del nero · f5 re del nero · g5 alfiere del nero · f4 cavallo del nero · g4 pedone del nero · b3 cavallo del bianco · e3 torre del bianco · g3 pedone del bianco · d2 re del bianco · h1 alfiere del nero | a8 alfiere del bianco · g8 donna del bianco · e7 pedone del nero · a6 torre del bianco · f6 pedone del nero · g6 cavallo del bianco · d5 cavallo del nero · e5 pedone del nero · f5 re del nero · g5 alfiere del nero · f4 cavallo del nero · g4 pedone del nero · b3 cavallo del bianco · e3 torre del bianco · g3 pedone del bianco · d2 re del bianco · h1 alfiere del nero | a8 alfiere del bianco · g8 donna del bianco · e7 pedone del nero · a6 torre del bianco · f6 pedone del nero · g6 cavallo del bianco · d5 cavallo del nero · e5 pedone del nero · f5 re del nero · g5 alfiere del nero · f4 cavallo del nero · g4 pedone del nero · b3 cavallo del bianco · e3 torre del bianco · g3 pedone del bianco · d2 re del bianco · h1 alfiere del nero | a8 alfiere del bianco · g8 donna del bianco · e7 pedone del nero · a6 torre del bianco · f6 pedone del nero · g6 cavallo del bianco · d5 cavallo del nero · e5 pedone del nero · f5 re del nero · g5 alfiere del nero · f4 cavallo del nero · g4 pedone del nero · b3 cavallo del bianco · e3 torre del bianco · g3 pedone del bianco · d2 re del bianco · h1 alfiere del nero | a8 alfiere del bianco · g8 donna del bianco · e7 pedone del nero · a6 torre del bianco · f6 pedone del nero · g6 cavallo del bianco · d5 cavallo del nero · e5 pedone del nero · f5 re del nero · g5 alfiere del nero · f4 cavallo del nero · g4 pedone del nero · b3 cavallo del bianco · e3 torre del bianco · g3 pedone del bianco · d2 re del bianco · h1 alfiere del nero | a8 alfiere del bianco · g8 donna del bianco · e7 pedone del nero · a6 torre del bianco · f6 pedone del nero · g6 cavallo del bianco · d5 cavallo del nero · e5 pedone del nero · f5 re del nero · g5 alfiere del nero · f4 cavallo del nero · g4 pedone del nero · b3 cavallo del bianco · e3 torre del bianco · g3 pedone del bianco · d2 re del bianco · h1 alfiere del nero | 7 |
| 6 | a8 alfiere del bianco · g8 donna del bianco · e7 pedone del nero · a6 torre del bianco · f6 pedone del nero · g6 cavallo del bianco · d5 cavallo del nero · e5 pedone del nero · f5 re del nero · g5 alfiere del nero · f4 cavallo del nero · g4 pedone del nero · b3 cavallo del bianco · e3 torre del bianco · g3 pedone del bianco · d2 re del bianco · h1 alfiere del nero | a8 alfiere del bianco · g8 donna del bianco · e7 pedone del nero · a6 torre del bianco · f6 pedone del nero · g6 cavallo del bianco · d5 cavallo del nero · e5 pedone del nero · f5 re del nero · g5 alfiere del nero · f4 cavallo del nero · g4 pedone del nero · b3 cavallo del bianco · e3 torre del bianco · g3 pedone del bianco · d2 re del bianco · h1 alfiere del nero | a8 alfiere del bianco · g8 donna del bianco · e7 pedone del nero · a6 torre del bianco · f6 pedone del nero · g6 cavallo del bianco · d5 cavallo del nero · e5 pedone del nero · f5 re del nero · g5 alfiere del nero · f4 cavallo del nero · g4 pedone del nero · b3 cavallo del bianco · e3 torre del bianco · g3 pedone del bianco · d2 re del bianco · h1 alfiere del nero | a8 alfiere del bianco · g8 donna del bianco · e7 pedone del nero · a6 torre del bianco · f6 pedone del nero · g6 cavallo del bianco · d5 cavallo del nero · e5 pedone del nero · f5 re del nero · g5 alfiere del nero · f4 cavallo del nero · g4 pedone del nero · b3 cavallo del bianco · e3 torre del bianco · g3 pedone del bianco · d2 re del bianco · h1 alfiere del nero | a8 alfiere del bianco · g8 donna del bianco · e7 pedone del nero · a6 torre del bianco · f6 pedone del nero · g6 cavallo del bianco · d5 cavallo del nero · e5 pedone del nero · f5 re del nero · g5 alfiere del nero · f4 cavallo del nero · g4 pedone del nero · b3 cavallo del bianco · e3 torre del bianco · g3 pedone del bianco · d2 re del bianco · h1 alfiere del nero | a8 alfiere del bianco · g8 donna del bianco · e7 pedone del nero · a6 torre del bianco · f6 pedone del nero · g6 cavallo del bianco · d5 cavallo del nero · e5 pedone del nero · f5 re del nero · g5 alfiere del nero · f4 cavallo del nero · g4 pedone del nero · b3 cavallo del bianco · e3 torre del bianco · g3 pedone del bianco · d2 re del bianco · h1 alfiere del nero | a8 alfiere del bianco · g8 donna del bianco · e7 pedone del nero · a6 torre del bianco · f6 pedone del nero · g6 cavallo del bianco · d5 cavallo del nero · e5 pedone del nero · f5 re del nero · g5 alfiere del nero · f4 cavallo del nero · g4 pedone del nero · b3 cavallo del bianco · e3 torre del bianco · g3 pedone del bianco · d2 re del bianco · h1 alfiere del nero | a8 alfiere del bianco · g8 donna del bianco · e7 pedone del nero · a6 torre del bianco · f6 pedone del nero · g6 cavallo del bianco · d5 cavallo del nero · e5 pedone del nero · f5 re del nero · g5 alfiere del nero · f4 cavallo del nero · g4 pedone del nero · b3 cavallo del bianco · e3 torre del bianco · g3 pedone del bianco · d2 re del bianco · h1 alfiere del nero | 6 |
| 5 | a8 alfiere del bianco · g8 donna del bianco · e7 pedone del nero · a6 torre del bianco · f6 pedone del nero · g6 cavallo del bianco · d5 cavallo del nero · e5 pedone del nero · f5 re del nero · g5 alfiere del nero · f4 cavallo del nero · g4 pedone del nero · b3 cavallo del bianco · e3 torre del bianco · g3 pedone del bianco · d2 re del bianco · h1 alfiere del nero | a8 alfiere del bianco · g8 donna del bianco · e7 pedone del nero · a6 torre del bianco · f6 pedone del nero · g6 cavallo del bianco · d5 cavallo del nero · e5 pedone del nero · f5 re del nero · g5 alfiere del nero · f4 cavallo del nero · g4 pedone del nero · b3 cavallo del bianco · e3 torre del bianco · g3 pedone del bianco · d2 re del bianco · h1 alfiere del nero | a8 alfiere del bianco · g8 donna del bianco · e7 pedone del nero · a6 torre del bianco · f6 pedone del nero · g6 cavallo del bianco · d5 cavallo del nero · e5 pedone del nero · f5 re del nero · g5 alfiere del nero · f4 cavallo del nero · g4 pedone del nero · b3 cavallo del bianco · e3 torre del bianco · g3 pedone del bianco · d2 re del bianco · h1 alfiere del nero | a8 alfiere del bianco · g8 donna del bianco · e7 pedone del nero · a6 torre del bianco · f6 pedone del nero · g6 cavallo del bianco · d5 cavallo del nero · e5 pedone del nero · f5 re del nero · g5 alfiere del nero · f4 cavallo del nero · g4 pedone del nero · b3 cavallo del bianco · e3 torre del bianco · g3 pedone del bianco · d2 re del bianco · h1 alfiere del nero | a8 alfiere del bianco · g8 donna del bianco · e7 pedone del nero · a6 torre del bianco · f6 pedone del nero · g6 cavallo del bianco · d5 cavallo del nero · e5 pedone del nero · f5 re del nero · g5 alfiere del nero · f4 cavallo del nero · g4 pedone del nero · b3 cavallo del bianco · e3 torre del bianco · g3 pedone del bianco · d2 re del bianco · h1 alfiere del nero | a8 alfiere del bianco · g8 donna del bianco · e7 pedone del nero · a6 torre del bianco · f6 pedone del nero · g6 cavallo del bianco · d5 cavallo del nero · e5 pedone del nero · f5 re del nero · g5 alfiere del nero · f4 cavallo del nero · g4 pedone del nero · b3 cavallo del bianco · e3 torre del bianco · g3 pedone del bianco · d2 re del bianco · h1 alfiere del nero | a8 alfiere del bianco · g8 donna del bianco · e7 pedone del nero · a6 torre del bianco · f6 pedone del nero · g6 cavallo del bianco · d5 cavallo del nero · e5 pedone del nero · f5 re del nero · g5 alfiere del nero · f4 cavallo del nero · g4 pedone del nero · b3 cavallo del bianco · e3 torre del bianco · g3 pedone del bianco · d2 re del bianco · h1 alfiere del nero | a8 alfiere del bianco · g8 donna del bianco · e7 pedone del nero · a6 torre del bianco · f6 pedone del nero · g6 cavallo del bianco · d5 cavallo del nero · e5 pedone del nero · f5 re del nero · g5 alfiere del nero · f4 cavallo del nero · g4 pedone del nero · b3 cavallo del bianco · e3 torre del bianco · g3 pedone del bianco · d2 re del bianco · h1 alfiere del nero | 5 |
| 4 | a8 alfiere del bianco · g8 donna del bianco · e7 pedone del nero · a6 torre del bianco · f6 pedone del nero · g6 cavallo del bianco · d5 cavallo del nero · e5 pedone del nero · f5 re del nero · g5 alfiere del nero · f4 cavallo del nero · g4 pedone del nero · b3 cavallo del bianco · e3 torre del bianco · g3 pedone del bianco · d2 re del bianco · h1 alfiere del nero | a8 alfiere del bianco · g8 donna del bianco · e7 pedone del nero · a6 torre del bianco · f6 pedone del nero · g6 cavallo del bianco · d5 cavallo del nero · e5 pedone del nero · f5 re del nero · g5 alfiere del nero · f4 cavallo del nero · g4 pedone del nero · b3 cavallo del bianco · e3 torre del bianco · g3 pedone del bianco · d2 re del bianco · h1 alfiere del nero | a8 alfiere del bianco · g8 donna del bianco · e7 pedone del nero · a6 torre del bianco · f6 pedone del nero · g6 cavallo del bianco · d5 cavallo del nero · e5 pedone del nero · f5 re del nero · g5 alfiere del nero · f4 cavallo del nero · g4 pedone del nero · b3 cavallo del bianco · e3 torre del bianco · g3 pedone del bianco · d2 re del bianco · h1 alfiere del nero | a8 alfiere del bianco · g8 donna del bianco · e7 pedone del nero · a6 torre del bianco · f6 pedone del nero · g6 cavallo del bianco · d5 cavallo del nero · e5 pedone del nero · f5 re del nero · g5 alfiere del nero · f4 cavallo del nero · g4 pedone del nero · b3 cavallo del bianco · e3 torre del bianco · g3 pedone del bianco · d2 re del bianco · h1 alfiere del nero | a8 alfiere del bianco · g8 donna del bianco · e7 pedone del nero · a6 torre del bianco · f6 pedone del nero · g6 cavallo del bianco · d5 cavallo del nero · e5 pedone del nero · f5 re del nero · g5 alfiere del nero · f4 cavallo del nero · g4 pedone del nero · b3 cavallo del bianco · e3 torre del bianco · g3 pedone del bianco · d2 re del bianco · h1 alfiere del nero | a8 alfiere del bianco · g8 donna del bianco · e7 pedone del nero · a6 torre del bianco · f6 pedone del nero · g6 cavallo del bianco · d5 cavallo del nero · e5 pedone del nero · f5 re del nero · g5 alfiere del nero · f4 cavallo del nero · g4 pedone del nero · b3 cavallo del bianco · e3 torre del bianco · g3 pedone del bianco · d2 re del bianco · h1 alfiere del nero | a8 alfiere del bianco · g8 donna del bianco · e7 pedone del nero · a6 torre del bianco · f6 pedone del nero · g6 cavallo del bianco · d5 cavallo del nero · e5 pedone del nero · f5 re del nero · g5 alfiere del nero · f4 cavallo del nero · g4 pedone del nero · b3 cavallo del bianco · e3 torre del bianco · g3 pedone del bianco · d2 re del bianco · h1 alfiere del nero | a8 alfiere del bianco · g8 donna del bianco · e7 pedone del nero · a6 torre del bianco · f6 pedone del nero · g6 cavallo del bianco · d5 cavallo del nero · e5 pedone del nero · f5 re del nero · g5 alfiere del nero · f4 cavallo del nero · g4 pedone del nero · b3 cavallo del bianco · e3 torre del bianco · g3 pedone del bianco · d2 re del bianco · h1 alfiere del nero | 4 |
| 3 | a8 alfiere del bianco · g8 donna del bianco · e7 pedone del nero · a6 torre del bianco · f6 pedone del nero · g6 cavallo del bianco · d5 cavallo del nero · e5 pedone del nero · f5 re del nero · g5 alfiere del nero · f4 cavallo del nero · g4 pedone del nero · b3 cavallo del bianco · e3 torre del bianco · g3 pedone del bianco · d2 re del bianco · h1 alfiere del nero | a8 alfiere del bianco · g8 donna del bianco · e7 pedone del nero · a6 torre del bianco · f6 pedone del nero · g6 cavallo del bianco · d5 cavallo del nero · e5 pedone del nero · f5 re del nero · g5 alfiere del nero · f4 cavallo del nero · g4 pedone del nero · b3 cavallo del bianco · e3 torre del bianco · g3 pedone del bianco · d2 re del bianco · h1 alfiere del nero | a8 alfiere del bianco · g8 donna del bianco · e7 pedone del nero · a6 torre del bianco · f6 pedone del nero · g6 cavallo del bianco · d5 cavallo del nero · e5 pedone del nero · f5 re del nero · g5 alfiere del nero · f4 cavallo del nero · g4 pedone del nero · b3 cavallo del bianco · e3 torre del bianco · g3 pedone del bianco · d2 re del bianco · h1 alfiere del nero | a8 alfiere del bianco · g8 donna del bianco · e7 pedone del nero · a6 torre del bianco · f6 pedone del nero · g6 cavallo del bianco · d5 cavallo del nero · e5 pedone del nero · f5 re del nero · g5 alfiere del nero · f4 cavallo del nero · g4 pedone del nero · b3 cavallo del bianco · e3 torre del bianco · g3 pedone del bianco · d2 re del bianco · h1 alfiere del nero | a8 alfiere del bianco · g8 donna del bianco · e7 pedone del nero · a6 torre del bianco · f6 pedone del nero · g6 cavallo del bianco · d5 cavallo del nero · e5 pedone del nero · f5 re del nero · g5 alfiere del nero · f4 cavallo del nero · g4 pedone del nero · b3 cavallo del bianco · e3 torre del bianco · g3 pedone del bianco · d2 re del bianco · h1 alfiere del nero | a8 alfiere del bianco · g8 donna del bianco · e7 pedone del nero · a6 torre del bianco · f6 pedone del nero · g6 cavallo del bianco · d5 cavallo del nero · e5 pedone del nero · f5 re del nero · g5 alfiere del nero · f4 cavallo del nero · g4 pedone del nero · b3 cavallo del bianco · e3 torre del bianco · g3 pedone del bianco · d2 re del bianco · h1 alfiere del nero | a8 alfiere del bianco · g8 donna del bianco · e7 pedone del nero · a6 torre del bianco · f6 pedone del nero · g6 cavallo del bianco · d5 cavallo del nero · e5 pedone del nero · f5 re del nero · g5 alfiere del nero · f4 cavallo del nero · g4 pedone del nero · b3 cavallo del bianco · e3 torre del bianco · g3 pedone del bianco · d2 re del bianco · h1 alfiere del nero | a8 alfiere del bianco · g8 donna del bianco · e7 pedone del nero · a6 torre del bianco · f6 pedone del nero · g6 cavallo del bianco · d5 cavallo del nero · e5 pedone del nero · f5 re del nero · g5 alfiere del nero · f4 cavallo del nero · g4 pedone del nero · b3 cavallo del bianco · e3 torre del bianco · g3 pedone del bianco · d2 re del bianco · h1 alfiere del nero | 3 |
| 2 | a8 alfiere del bianco · g8 donna del bianco · e7 pedone del nero · a6 torre del bianco · f6 pedone del nero · g6 cavallo del bianco · d5 cavallo del nero · e5 pedone del nero · f5 re del nero · g5 alfiere del nero · f4 cavallo del nero · g4 pedone del nero · b3 cavallo del bianco · e3 torre del bianco · g3 pedone del bianco · d2 re del bianco · h1 alfiere del nero | a8 alfiere del bianco · g8 donna del bianco · e7 pedone del nero · a6 torre del bianco · f6 pedone del nero · g6 cavallo del bianco · d5 cavallo del nero · e5 pedone del nero · f5 re del nero · g5 alfiere del nero · f4 cavallo del nero · g4 pedone del nero · b3 cavallo del bianco · e3 torre del bianco · g3 pedone del bianco · d2 re del bianco · h1 alfiere del nero | a8 alfiere del bianco · g8 donna del bianco · e7 pedone del nero · a6 torre del bianco · f6 pedone del nero · g6 cavallo del bianco · d5 cavallo del nero · e5 pedone del nero · f5 re del nero · g5 alfiere del nero · f4 cavallo del nero · g4 pedone del nero · b3 cavallo del bianco · e3 torre del bianco · g3 pedone del bianco · d2 re del bianco · h1 alfiere del nero | a8 alfiere del bianco · g8 donna del bianco · e7 pedone del nero · a6 torre del bianco · f6 pedone del nero · g6 cavallo del bianco · d5 cavallo del nero · e5 pedone del nero · f5 re del nero · g5 alfiere del nero · f4 cavallo del nero · g4 pedone del nero · b3 cavallo del bianco · e3 torre del bianco · g3 pedone del bianco · d2 re del bianco · h1 alfiere del nero | a8 alfiere del bianco · g8 donna del bianco · e7 pedone del nero · a6 torre del bianco · f6 pedone del nero · g6 cavallo del bianco · d5 cavallo del nero · e5 pedone del nero · f5 re del nero · g5 alfiere del nero · f4 cavallo del nero · g4 pedone del nero · b3 cavallo del bianco · e3 torre del bianco · g3 pedone del bianco · d2 re del bianco · h1 alfiere del nero | a8 alfiere del bianco · g8 donna del bianco · e7 pedone del nero · a6 torre del bianco · f6 pedone del nero · g6 cavallo del bianco · d5 cavallo del nero · e5 pedone del nero · f5 re del nero · g5 alfiere del nero · f4 cavallo del nero · g4 pedone del nero · b3 cavallo del bianco · e3 torre del bianco · g3 pedone del bianco · d2 re del bianco · h1 alfiere del nero | a8 alfiere del bianco · g8 donna del bianco · e7 pedone del nero · a6 torre del bianco · f6 pedone del nero · g6 cavallo del bianco · d5 cavallo del nero · e5 pedone del nero · f5 re del nero · g5 alfiere del nero · f4 cavallo del nero · g4 pedone del nero · b3 cavallo del bianco · e3 torre del bianco · g3 pedone del bianco · d2 re del bianco · h1 alfiere del nero | a8 alfiere del bianco · g8 donna del bianco · e7 pedone del nero · a6 torre del bianco · f6 pedone del nero · g6 cavallo del bianco · d5 cavallo del nero · e5 pedone del nero · f5 re del nero · g5 alfiere del nero · f4 cavallo del nero · g4 pedone del nero · b3 cavallo del bianco · e3 torre del bianco · g3 pedone del bianco · d2 re del bianco · h1 alfiere del nero | 2 |
| 1 | a8 alfiere del bianco · g8 donna del bianco · e7 pedone del nero · a6 torre del bianco · f6 pedone del nero · g6 cavallo del bianco · d5 cavallo del nero · e5 pedone del nero · f5 re del nero · g5 alfiere del nero · f4 cavallo del nero · g4 pedone del nero · b3 cavallo del bianco · e3 torre del bianco · g3 pedone del bianco · d2 re del bianco · h1 alfiere del nero | a8 alfiere del bianco · g8 donna del bianco · e7 pedone del nero · a6 torre del bianco · f6 pedone del nero · g6 cavallo del bianco · d5 cavallo del nero · e5 pedone del nero · f5 re del nero · g5 alfiere del nero · f4 cavallo del nero · g4 pedone del nero · b3 cavallo del bianco · e3 torre del bianco · g3 pedone del bianco · d2 re del bianco · h1 alfiere del nero | a8 alfiere del bianco · g8 donna del bianco · e7 pedone del nero · a6 torre del bianco · f6 pedone del nero · g6 cavallo del bianco · d5 cavallo del nero · e5 pedone del nero · f5 re del nero · g5 alfiere del nero · f4 cavallo del nero · g4 pedone del nero · b3 cavallo del bianco · e3 torre del bianco · g3 pedone del bianco · d2 re del bianco · h1 alfiere del nero | a8 alfiere del bianco · g8 donna del bianco · e7 pedone del nero · a6 torre del bianco · f6 pedone del nero · g6 cavallo del bianco · d5 cavallo del nero · e5 pedone del nero · f5 re del nero · g5 alfiere del nero · f4 cavallo del nero · g4 pedone del nero · b3 cavallo del bianco · e3 torre del bianco · g3 pedone del bianco · d2 re del bianco · h1 alfiere del nero | a8 alfiere del bianco · g8 donna del bianco · e7 pedone del nero · a6 torre del bianco · f6 pedone del nero · g6 cavallo del bianco · d5 cavallo del nero · e5 pedone del nero · f5 re del nero · g5 alfiere del nero · f4 cavallo del nero · g4 pedone del nero · b3 cavallo del bianco · e3 torre del bianco · g3 pedone del bianco · d2 re del bianco · h1 alfiere del nero | a8 alfiere del bianco · g8 donna del bianco · e7 pedone del nero · a6 torre del bianco · f6 pedone del nero · g6 cavallo del bianco · d5 cavallo del nero · e5 pedone del nero · f5 re del nero · g5 alfiere del nero · f4 cavallo del nero · g4 pedone del nero · b3 cavallo del bianco · e3 torre del bianco · g3 pedone del bianco · d2 re del bianco · h1 alfiere del nero | a8 alfiere del bianco · g8 donna del bianco · e7 pedone del nero · a6 torre del bianco · f6 pedone del nero · g6 cavallo del bianco · d5 cavallo del nero · e5 pedone del nero · f5 re del nero · g5 alfiere del nero · f4 cavallo del nero · g4 pedone del nero · b3 cavallo del bianco · e3 torre del bianco · g3 pedone del bianco · d2 re del bianco · h1 alfiere del nero | a8 alfiere del bianco · g8 donna del bianco · e7 pedone del nero · a6 torre del bianco · f6 pedone del nero · g6 cavallo del bianco · d5 cavallo del nero · e5 pedone del nero · f5 re del nero · g5 alfiere del nero · f4 cavallo del nero · g4 pedone del nero · b3 cavallo del bianco · e3 torre del bianco · g3 pedone del bianco · d2 re del bianco · h1 alfiere del nero | 1 |
|   | a | b | c | d | e | f | g | h |   |

Soluzione:
1. Ta4!  (min. 2. Txf4+ Cxf4 3. Cxe7#)
1... Ae4/Cg2/Ch3 2. Cxe7+ Cxe7 3. Axe4#

1... Cd3/e2/e6 2. Ch4+ Axh4 3. Dxg4#